# Schiltron

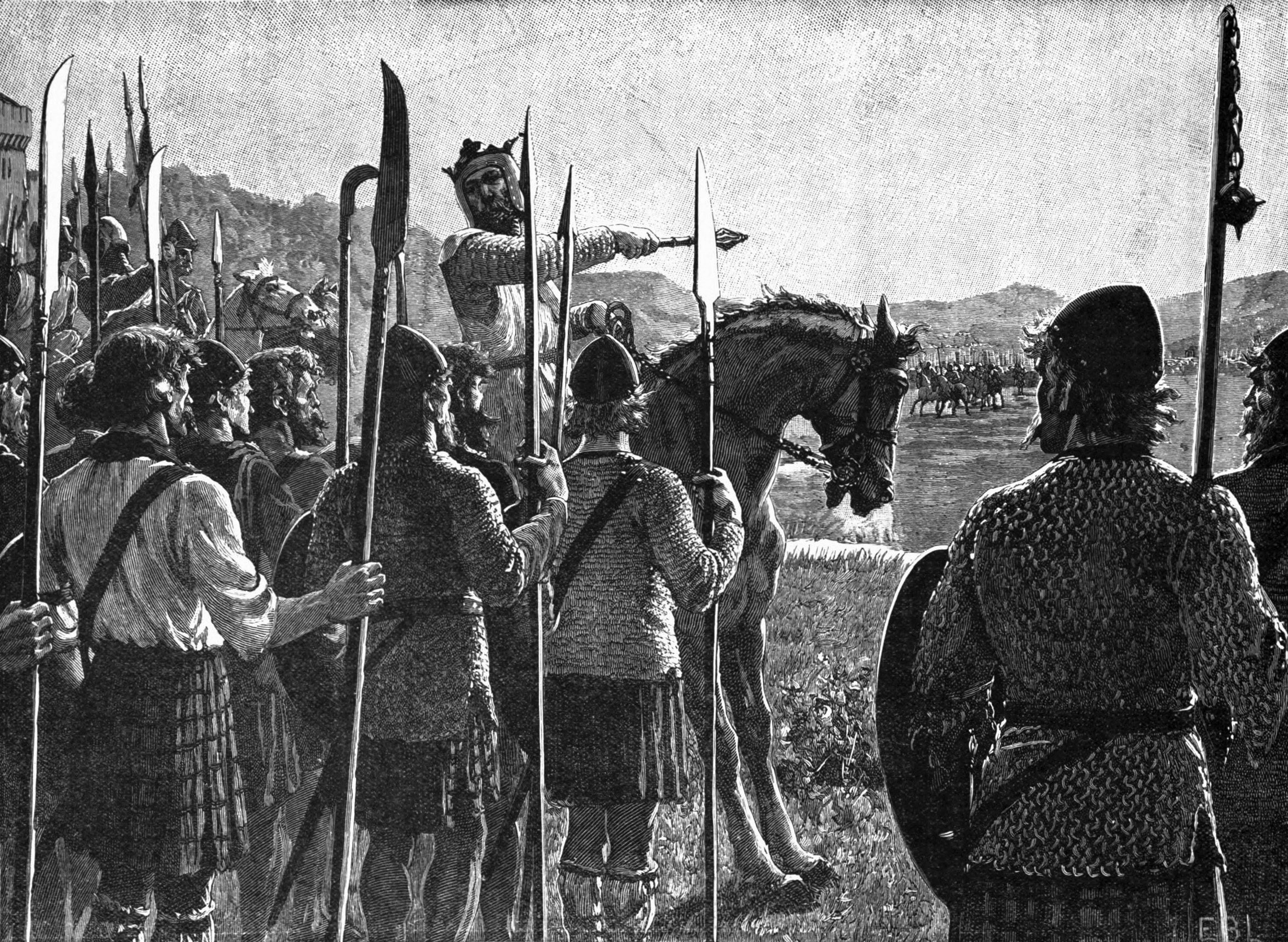
Schiltron v bitvě u Bannockburnu

Schiltrony [šiltron] označují sevřené útvary v nichž bojovali skotští vojáci vyzbrojení kopími (kopiníci), zvláště Skotové z nížin (lowlanders). Skotové z Vysočiny (highlanders) dávali ještě dlouhou dobu přednost útoku známému již ve starověku – s mečem a štítem. Schiltrony se podobají falanze, i když neměly její hloubku ani vnitřní členění. Do jisté míry už předznamenávají způsob boje švýcarské pěchoty ve 13.-16. století. Největší úspěch měla tato taktika v bitvě u Bannockburnu. Z této drtivé porážky se Angličané poučili natolik, že mezi lety 1342 (Morlaix) a 1429 (Patay) neprohráli žádnou větší bitvu. Angličané ve stoleté válce vítězili součinností jízdy a lučištníků, někdy podporovaných velšskými vrhači oštěpů (např. v bitvě u Kresčaku chránilo pozice anglických lučištníků asi tisíc těchto vojáků).
Ve stoleté válce bojovali Skotové často jako spojenci Francouzů. Sami však neměli lučištníky a taktika schiltronů byla už v té době zastaralá,[zdroj?] což jim přineslo řadu porážek. Skotský voják byl fyzicky zdatný a statečný, takže pod dobrým velením mohl dosáhnout i vynikajících výsledků. Slabší stránkou skotského vojska byla kázeň. Schiltronu se voják držel často jen proto, že instinktivně cítil bezpečí.
Na přelomu 16. a 17. století byli Skotové považováni za nejlepší vojáky britských ostrovů.[zdroj?] Jak král Karel I. Stuart, tak parlament reprezentovaný Oliverem Cromwellem chtěli získat skotské presbyteriány za své spojence.[zdroj?] Soupeře našli až po vytvoření parlamentního vojska nového typu (New Model Army) roku 1645.